# Battersea Park
Battersea Park è un parco di 0.83 km² sito in Battersea nella Central London. Si trova sulla riva sud del Tamigi di fronte a Chelsea. Venne aperto al pubblico nel 1858.

## Storia
Battersea fields, come era noto un tempo, era un luogo in cui si svolgevano i duelli. Il 21 marzo 1829, il Duca di Wellington ed il duca di Winchilsea si incontrarono a Battersea fields per definire una questione d'onore. Quando fu il momento di sparare, Wellington sparò deliberatamente fuori bersaglio e Winchilsea sparò a sua volta in aria. Winchilsea scrisse poi a Wellington una lettera di scuse.
Il progetto del parco venne approntato da Sir James Pennethorne fra il 1846 ed il 1864, anche se il parco venne già aperto nel 1858 molto diverso rispetto al progetto.
A Battersea Park venne realizzato il primo campo per il gioco del calcio, giocato secondo le regole della neo costituita Football Association, il 9 gennaio 1864. I membri delle due squadre vennero scelti dal presidente della FA (A. Pember) e dal segretario (E.C. Morley) e comprendevano i più famosi calciatori dell'epoca.
Dagli anni 1860, Battersea Park divenne il campo della squadra dilettante di calcio Wanderers, vincitrice della prima edizione della FA Cup nel 1872. Essi giocarono, tra gli altri, contro lo Sheffield F.C. che è l'unico avversario di cui si ha notizia.

## The Festival Gardens
Nel 1951 il parco venne trasformato in un "Festival Gardens" durante la celebrazione del Festival of Britain.

## Battersea fun fair

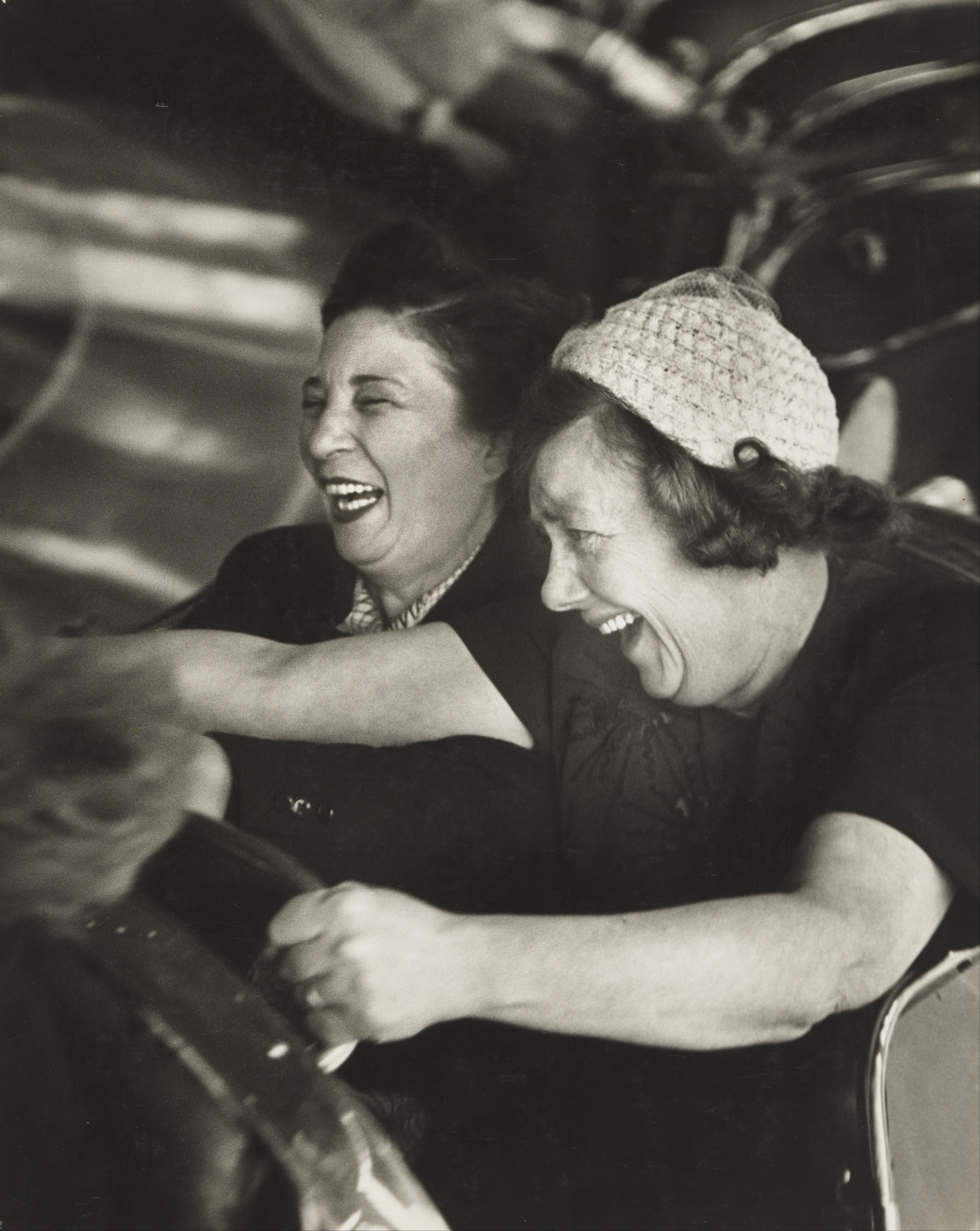
David Moore Battersea Fun Fair, London (1951)

Venne poi realizzato un parco di divertimenti per le famiglie che frequentavano il sito nei fine settimana. L'attrazione più spettacolare fu lo spettacolo di montagne russe The Big Dipper, che venne inaugurato nel 1951. Esso era realizzato in legno e venne danneggiato dal fuoco nel 1970. Venne poi definitivamente chiuso dopo l'incidente del 30 maggio 1972 che causò la morte di cinque bambini ed il ferimento di altri tredici. La scomparsa dell'attrazione principale portò ad un veloce declino della popolarità ed il parco giochi venne definitivamente chiuso nel 1977.

## Attività odierne
L'ex sito del parco giochi venne livellato e divenne un luogo adibito a fiere ambulanti ed esposizioni; attualmente ospita la Battersea Evolution, una volta nota come Battersea Park Events Arena.
Il parco ospita un piccolo zoo per bambini, un laghetto con delle barche, campi da tennis ed altre attrezzature sportive.
Nel parco è ubicata la Peace Pagoda, realizzata nel 1985, durante la sindacatura di Ken Livingstone presidente dell'abolito Greater London Council.
Nel 1991, all'interno del parco, vennero girate alcune scene dell'episodio Mr Bean va in città.
Dal 2002 al 2004 si sono svolti lavori di ristrutturazione, per la somma di circa 11 milioni di sterline, ed il parco è stato riaperto il 4 giugno 2004 dal Principe Filippo.

## "Meet Me in Battersea Park"
Il parco è citato nella canzone di Petula Clark del 1954, "Meet Me In Battersea Park".